# Slovakian Airlines
Slovakian Airlines war eine kurzlebige Fluggesellschaft für Linien- und Charterflüge. Sie hatte ihren Sitz am Letisko Milana Rastislava Štefánika in der slowakischen Hauptstadt Bratislava.

## Geschichte
Am 8. Februar 2011 wurde die Fluggesellschaft unter dem Namen BRATAVIA als Aktiengesellschaft (a. s.) gegründet. Am 12. März 2011 erfolgte die Umbenennung in Slovakian Airlines. Im August desselben Jahres erwarb das Unternehmen eine Boeing 737-500 von Czech Airlines. In der Folge bekam man den ICAO-Code SVL und das Rufzeichen SLOVAKIAN zugewiesen. Bereits am 16. Oktober 2012 wurde das Unternehmen vom Bezirksgericht Bratislava I als insolvent erklärt und nach einem Beschluss des Bezirksgerichtes vom 27. November 2017 wurde das Unternehmen zum 17. Mai 2018 aus dem Handelsregister gelöscht.